# رونالدو (فیلم)
رونالدو (انگلیسی: Ronaldo) فیلمی در ژانر مستند و زندگینامه‌ای دربارهٔ کریستیانو رونالدو، بازیکن فوتبال اهل پرتغال است که در سال ۲۰۱۵ منتشر شده و کارگردانی آن را آنتونی وونکه بر عهده‌داشته‌است.